# 萧子文
蕭子文（485年—498年3月3日），字云儒，齊武帝蕭赜第十七子。

## 母
庾昭容，齊武帝的妃嫔，齊武帝即位后，被封为昭容，永明三年（485年），生蕭子文。

## 生平
武帝永明七年三月甲寅（489年4月26日），封蜀郡王。明帝建武二年九月己丑（495年10月27日），改封西阳王。永泰元年正月丁未（498年3月3日），蕭子文被齐明帝萧鸞所杀，时年十四岁。 

## 延伸阅读
[在维基数据编辑]
 《南齊書·卷40》，出自萧子显《南齊書》